# Tarjeta de expansión

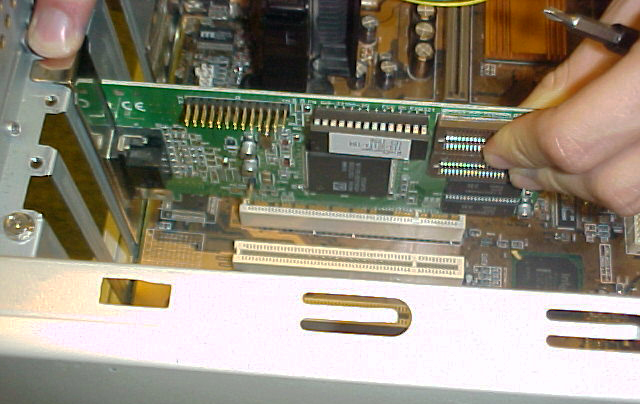
Instalación de una tarjeta de expansión en una ranura de expansión tipo PCI.

La tarjeta de expansión es un tipo de dispositivo con diversos circuitos integrados (chips) y controladores, que insertada en su correspondiente ranura de expansión sirve para expandir las capacidades de la computadora a la que se inserta.
Las tarjetas de expansión más comunes sirven para añadir memoria, controladoras de unidad de disco, controladoras de vídeo, puertos serie o paralelo y dispositivo de módem interno.
La tarjeta de expansión permite dotar a la computadora de algún elemento adicional.
Las tarjetas suelen ser de tipo Peripheral Component Interconnect (PCI), PCI-Express o Accelerated Graphics Port (AGP). No se fabrican las placas de tipo Industry Standard Architecture (ISA).
Gracias los avances en la tecnología Universal Serial Bus (USB) y a la integración de audio, video o red en la placa base, las placas de expansión ahora son menos imprescindibles para tener una computadora completamente funcional.

## Tipos de tarjetas de expansión

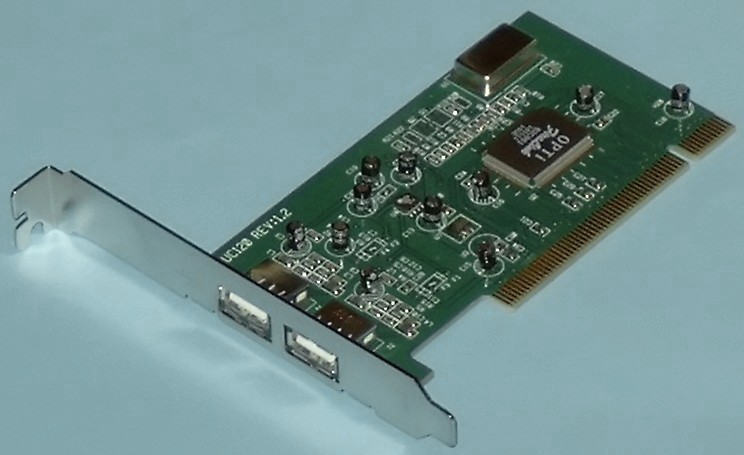
Tarjeta de expansión con dos puertos USB 1.1 para ranura PCI.

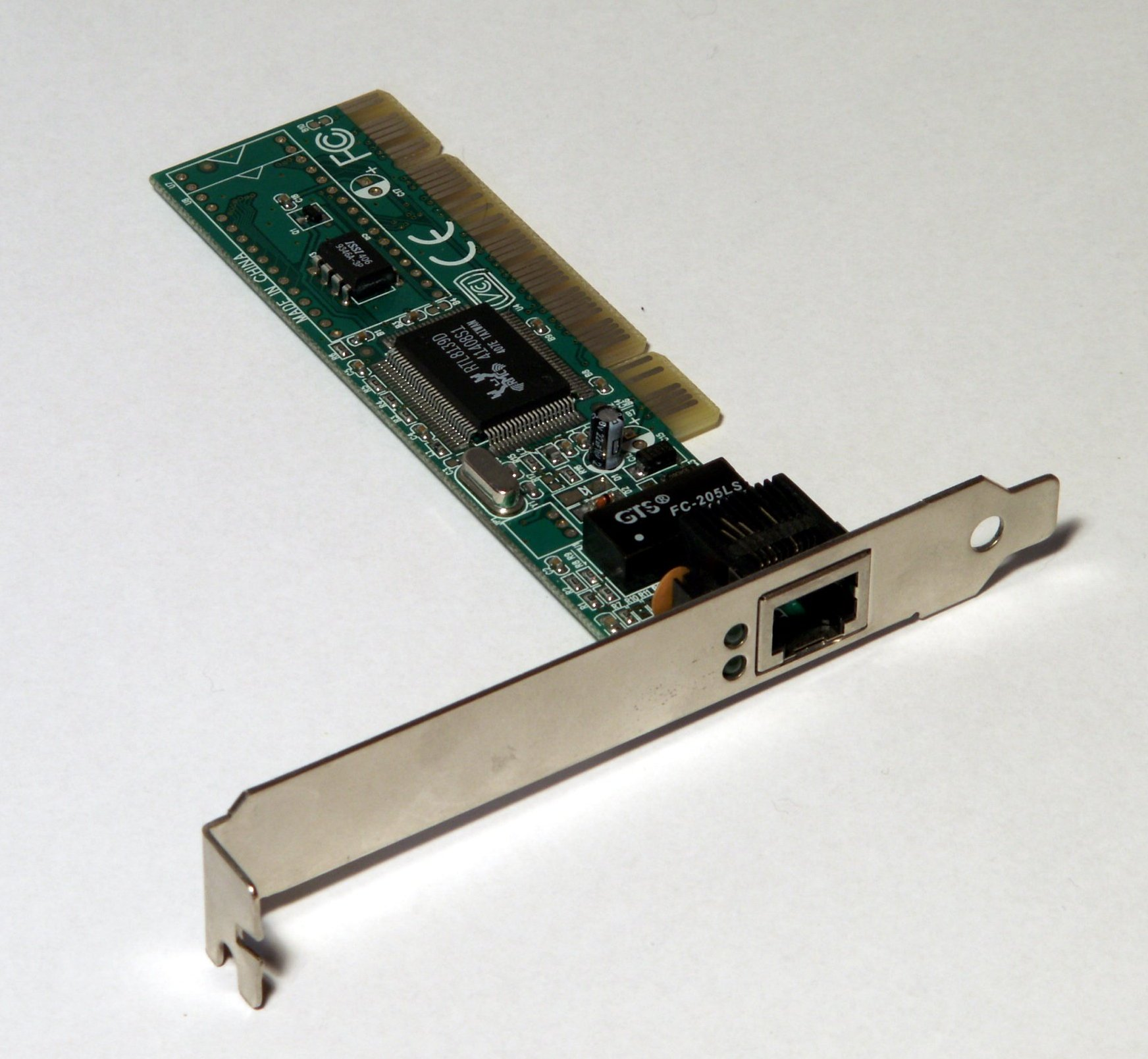
Tarjeta de expansión para ranura PCI, con puerto RJ-45 (Ethernet) con dos led.

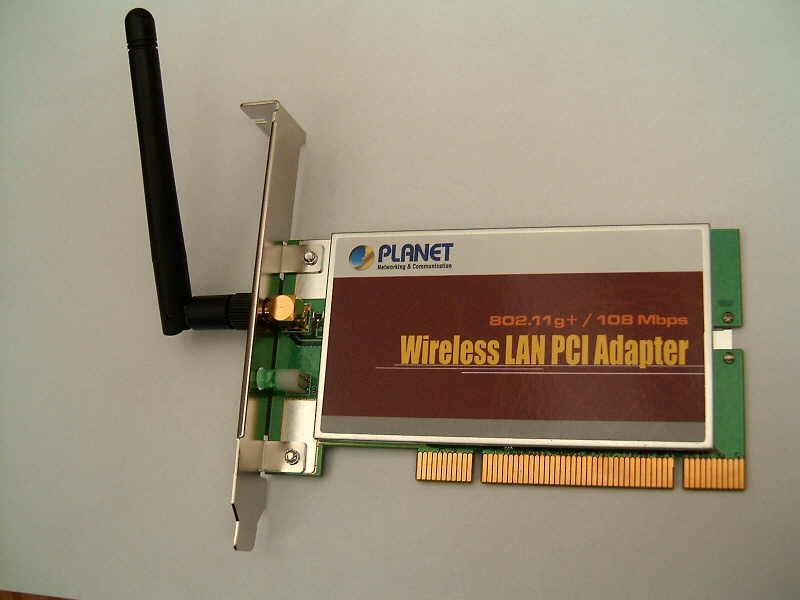
Adaptador PCI para red inalámbrica (WLAN).

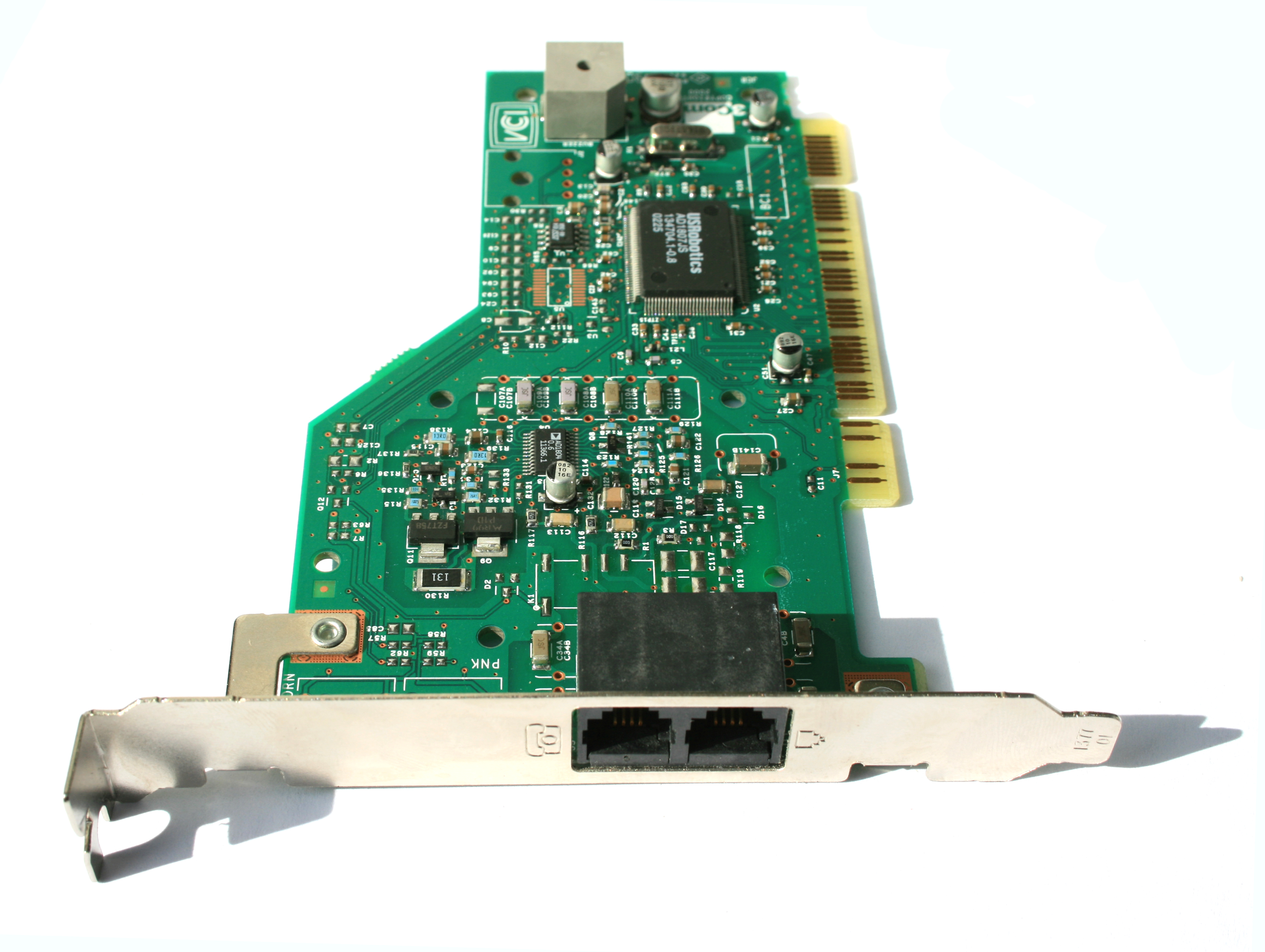
Tarjeta adaptadora de puerto PCI para módem-fax V.92.

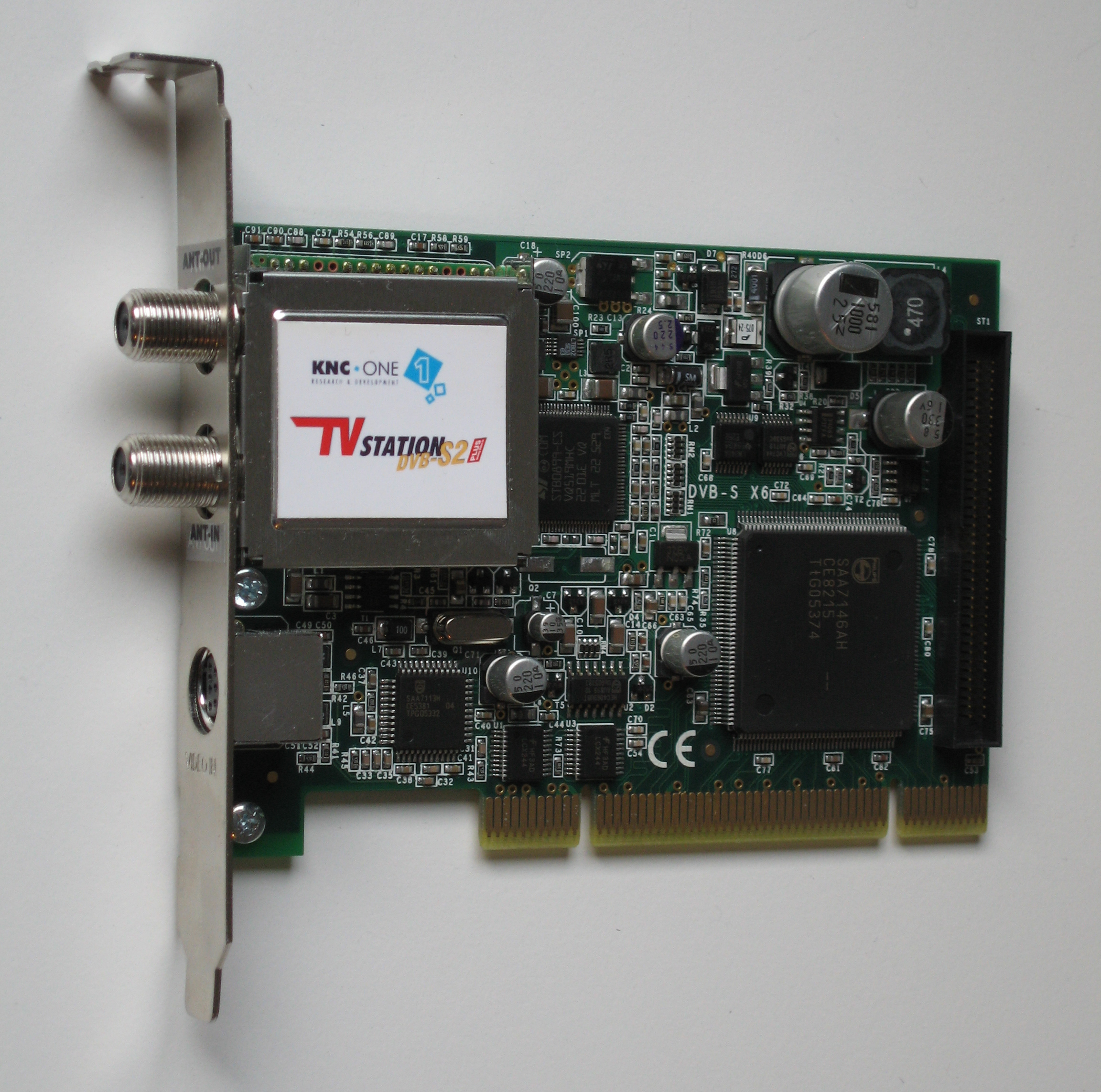
Versión de prueba de la tarjeta de tv-dvb s2 "estación de TV DVB-S2 PLUS" por "KNC1". Tarjeta de TV para interfaz PCI.

### PCI
- PCI—IDE
- PCI—IEEE1394
- PCI—Paralelo
- PCI—RAID
- PCI—SATA
- PCI—Serie

- adaptador PCMCIA

### PCI Express
PCI Express

### Ejemplos de tarjetas de expansión
- Tarjeta de sonido
- Tarjeta gráfica
- Tarjeta de red
- Módem interno
- Tarjeta sintonizadora de televisión o capturadora de televisión

## Reseña histórica
La primera microcomputadora en ofrecer un bus de tarjeta tipo ranura fue el Altair 8800, desarrollado entre 1974 y 1975. Inicialmente, las implementaciones de este bus eran de marca registrada (como Apple II y Macintosh), pero en 1982, los fabricantes de computadoras basadas en el Intel 8080/Zilog Z80 que ejecutaban CP/M ya habían adoptado el estándar S-100.
IBM lanzó el bus XT, con el primer IBM PC en 1981; se llamaba entonces el bus PC, ya que el IBM XT, que utilizaba el mismo bus (con una leve excepción) se lanzó recién en 1983. XT (también denominado ISA de 8 bits) fue reemplazado por ISA (también denominado ISA de 16 bits), conocido originalmente como el bus AT, en 1984.
El bus MCA de IBM, desarrollado en 1987 para la computadora IBM Personal System/2, competía con ISA, pero cayó en desuso debido a la aceptación general de ISA por parte de la industria, y la licencia cerrada que IBM mantenía sobre el bus MCA.
EISA, la versión extendida de 32 bits abogada por Compaq, era común en las placas base de los PC hasta 1997, cuando Microsoft lo declaró un «subsistema heredado» en el libro blanco industrial PC 97.
El bus VESA, un bus local de expansión al principio de los 1990 que estaba ligado intrínsecamente a la CPU 80486, se volvió obsoleto (además del procesador) cuando Intel lanzó Pentium en 1993.
El bus PCI se lanzó al mercado en 1991 para reemplazar a ISA. El último estándar hasta ahora (versión 3.0) se encuentra en las placas base de las PC aún hoy en día.
Intel lanzó el bus AGP en 1997 como una solución dedicada de aceleración de video. Aunque se denominaba un bus, AGP admite una sola tarjeta a la vez.
A partir de 2005, PCI-Express ha estado reemplazando a PCI y a AGP. Este estándar, aprobado en 2004, implementa el protocolo lógico PCI a través de una interfaz de comunicación en serie.
Después del bus S-100, este artículo sólo menciona buses empleados en PC compatibles con IBM/Windows-Intel. La mayoría de las otras líneas de computadoras que no eran compatibles con IBM, inclusive las de Tandy, Commodore, Amiga y Atari, que ofrecían sus propios buses de expansión.
Todavía muchas consolas de videojuegos, tales como el Sega Genesis, incluían buses de expansión; al menos en el caso del Genesis, el bus de expansión era de marca registrada, y de hecho las ranuras de cartucho de la muchas consolas que usaban cartuchos (excepto el Atari 2600) calificarían como buses de expansión, ya que exponían las capacidades de lectura y escritura del bus interno del sistema. No obstante, los módulos de expansión conectados a esos interfaces, aunque eran funcionalmente iguales a las tarjetas de expansión, no son técnicamente tarjetas de expansión, debido a su forma física.
Para sus modelos 1000 EX y 1000 HX, Tandy Computer diseñó la interfaz de expansión PLUS, una adaptación de las tarjetas del bus XT con un factor de forma más pequeño. Porque es eléctricamente compatible con el bus XT (también denominado ISA de 8 bits o XT-ISA), un adaptador pasivo puede utilizarse para conectar tarjetas XT a un conector de expansión PLUS. Otra característica de tarjetas PLUS es que se pueden apilar.
Otro bus que ofrecía módulos de expansión capaces de ser apilados era el bus «sidecar» empleado por el IBM PCjr. Este pudo haber sido eléctricamente igual o similar al bus XT; seguramente poseía algunas similitudes ya que ambos esencialmente exponían los buses de dirección y de datos de la CPU 8088, con búferes y preservación de estado, la adición de interrupciones (IRQ) y acceso directo a memoria (DMA) proveídos por chips complementarios de Intel, y algunas líneas de detección de fallos (corriente idónea, comprobación de Memoria, comprobación de Memoria E/S). Otra vez, PCjr sidecars no son técnicamente tarjetas de expansión, sino módulos de expansión, con la única diferencia siendo que el sidecar es una tarjeta de memoria envuelta en una caja de plástico (con agujeros que exponen los conectores).
por eso la memoria ram es muy importante al igual que la pdc